# 19 de novembre
El 19 de novembre o 19 de santandria és el tres-cents vint-i-tresè dia de l'any del calendari gregorià i el tres-cents vint-i-quatrè en els anys de traspàs. Queden 42 dies per finalitzar l'any.

## Esdeveniments
Països Catalans
- 1713 - Navès (el Solsonès): els catalans guanyen el Combat de Navès en el marc de la Guerra dels catalans.
- 1819 - Madrid: Ferran VII d'Espanya inaugura el Museo del Prado, amb les col·leccions artístiques reials.
- 1857 - Palma: S'inaugura el Teatre Principal, amb el nom de Teatre de la Princesa.[2]
- 2004, Madrid, Espanya: María Teresa Fernández de la Vega, vicepresidenta primera i portaveu del govern espanyol, reconeix la unitat lingüística de la llengua catalana anomenant-la com la "llengua que es coneix com a valencià a la Comunitat Valenciana, i que com a tal figura al seu Estatut d'Autonomia, i que es coneix amb la denominació de català a la comunitat científica i universitària".[3]
- 2010, Palmaː És inaugurat el teatre i conjunt escènic de Mar i terra, rehabilitat per l'Ajuntament de la ciutat.[4]

Resta del món
- 1493: Inici de la batalla de Delebio entre el Ducat de Milà i la República de Venècia.
- 1933: Uns pistolers del PSOE maten el militant d'Acció Nacionalista Basca Hermenegildo Alvariño a Barakaldo (Biscaia).
- 1933: Espanya. Se celebren a Espanya les primeres eleccions amb sufragi universal, que són les segones eleccions generals de la Segona República Espanyola per a les Corts.
- 1936 - Espanya: Buenaventura Durruti és ferit de gravetat per una bala al pit. Morirà l'endemà.
- 1969 - Oceanus Procellarum (la Lluna): Charles "Pete" Conrad i Alan Bean es converteixen en el tercer i quart home que camina sobre la Lluna, en arribar-hi amb la missió Apollo 12.
- 2002 - Espanya: El petrolier Prestige es va enfonsar davant les costes gallegues, produint una immensa marea negra, el major desastre ecològic de la història de Galícia  i una gran mobilització social i política.
- 2006 - La consola Nintendo Wii és llançada a l'Amèrica del Nord i del Sud.[5]

## Naixements
Països Catalans
- 1870 - València: Vicent Lleó i Balbastre, compositor valencià de sarsuela (m. 1922).
- 1912 - Barcelona: Joan Sales i Vallès, escriptor conegut per la novel·la Incerta glòria (1956) sobre la Guerra Civil espanyola.
- 1923 - Sabadell: Genoveva Masip i Torner, religiosa catalana, de la Companyia de les Filles de la Caritat de Sant Vicenç de Paül, coneguda com la Mare Teresa de les Rambles (m. 2015).[6]
- 1928 - Barcelona: Sebastià Sorribas, escriptor català, autor d’El zoo d'en Pitus.
- 1963 - Vila-sana, Pla d'Urgell: Carles Porta i Gaset, escriptor i periodista català.
- 1980 - Barcelona: Georgina Oliva i Peña, sociòloga i política catalana.[7]
- 1988 - Terrassa: Gemma Humet, cantant i pianista catalana.[8]

Resta del món
- 1600 - Dunfermline, Escòcia: Carles I d'Anglaterra, rei d'Anglaterra i d'Escòcia des de 1625 i fins a la seva mort (m. 1649).
- 1711 - Denisovka, Tsarat Rus: Mikhaïl Lomonóssov, científic, escriptor i erudit rus que va fer importants contribucions a la literatura, l'educació i la ciència.
- 1770 - Copenhaguen (Dinamarca): Bertel Thorvaldsen, escultor danès del neoclassicisme (m. 1844).
- 1805 - Versalles, França: Ferdinand de Lesseps, diplomàtic i empresari francès.
- 1901 - Moscou: Nina Bari, matemàtica soviètica coneguda pel seu treball sobre sèries trigonomètriques (m. 1961).[9]
- 1924 - Kampala, capital de la llavors Buganda: Mutesa II nom de naixença Edward Frederick William David Walugembe Mutebi Luwangula Mutesa, fou rei de Buganda i més tard president del país llavors ja amb el nom modern d'Uganda (m. 1969).[10]
- 1831 - Moreland Hills, Ohio, EUA: James Garfield, advocat i 20è president dels Estats Units.
- 1875 - Gubèrnia de Tver, Imperi Rus: Mikhaïl Kalinin, revolucionari bolxevic i un polític soviètic (m. 1946).
- 1884 - Ashton-under-Lyne, Gran Manchester: Norman Allin, cantant d'òpera de la corda de baix.
- 1887 - Cambridge, Massachusetts (EUA): James Batcheller Sumner, químic i bioquímic nord-americà, Premi Nobel de Química de 1946 (m. 1955).
- 1888 - L'Havana, Cuba: José Raúl Capablanca Graupera, jugador d'escacs cubà d'ascendència catalana, un dels millors jugadors de tots els temps (m. 1942).
- 1900 - Magúncia, Alemanya: Anna Seghers, escriptora que relatà la resistència antifeixista durant la Segona Guerra Mundial (m. 1983).[11]
- 1912 - Iași, Romania: George Emil Palade, biòleg, Premi Nobel de Medicina o Fisiologia de l'any 1974.
- 1915 - Burlingame, Kansas (EUA): Earl Wilbur Sutherland Jr., metge Premi Nobel de Medicina o Fisiologia de 1971.
- 1917 - Allahabad, l'Índia: Indira Gandhi, primera ministra de l'Índia (1966 -77 i 1980 -84) (m. 1984).[10]
- 1920 - Nova York, EUA: Gene Tierney, actriu nord-americana, estrella de l'era daurada de Hollywood (m. 1991).[12]
- 1925 - Poznań, Polònia: Zygmunt Bauman, sociòleg polonès (m. 2017).
- 1936 - Hsinchu, Taiwan: Yuan Lee, químic taiwanès, Premi Nobel de Química de l'any 1986.
- 1938 - Cincinnati, Ohio (EUA): Ted Turner, empresari estatunidenc, magnat dels mitjans de comunicació i filantrop, fundador de la cadena CNN.
- 1944 - Lèucada, Grècia: Agnès Baltsa, mezzosoprano grega.
- 1961 - Fairfield (Connecticut), Estats Units: Meg Ryan, actriu i productora americana.[13]
- 1962 - 
  - Los Angeles, Califòrnia, Estats Units: Jodie Foster, actriu de cinema estatunidenca, guanyadora de dos premis Oscar.[14]
  - Albany, Nova York: Nicole Stott, enginyera americana i astronauta de la NASA.
- 1968 - Colònia: Katarina Barley, jurista i política alemanya.
- 1977 - Multan, Pakistan: Hina Rabbani Khar, política que va ser ministra d'Afers Exteriors del Pakistan, primera dona a ostentar el càrrec.
- 1995 - Miami, Florida, EUA: Abella Danger, actriu pornogràfica.

## Necrològiques
Països Catalans
- 1953, Olot: Carme Gotarde i Camps, fotògrafa catalana, i també pintora, dibuixant i escultora (n. 1892).[15]
- 1963, Begur, Baix Empordà: Carmen Amaya, ballarina i cantant de flamenc catalana.[16]
- 1967 - Maó: Maria Lluïsa Serra Belabre arqueòloga, historiadora i arxivera menorquina.[17]
- 1973, Barcelona, Barcelonès: Cèsar Martinell i Brunet, arquitecte català.
- 1974, Barcelona: Germaine de Aranda Constantin, violinista, pianista, cantant i professora de música.
- 1998, Barcelona: Josep Miracle i Montserrat, escriptor i lingüista català.

- 1999, Barcelona: Guillem Viladot i Puig, escriptor i poeta visual català.
- 2001, Londres, Raimunda Elías Marca, mestra, primera aviadora de vol sense motor, a l'estat espanyol (n. 1911).[18]
- 2005, Montserrat, Bages: Ireneu Segarra i Malla, músic català i director de l'Escolania de Montserrat durant quaranta-cinc anys

Resta del món
- 1557, Florència, Ducat de Florència: Maria de Cosme de Mèdici, princesa membre de la dinastia Mèdici (n. 1540).[19]
- 1616, San Ignacio del Zape, Virregnat de Nova Espanya: Joan Font i Maduixer, prevere i missioner jesuïta català.
- 1814, Roma, Regne napoleònic d'Itàlia: Ignasi Lacaba i Vila, cirurgià català.
- 1828, Viena, Imperi d'Àustria: Franz Schubert, compositor austríac.
- 1887, Nova York: Emma Lazarus, poeta estatunidenca, autora del The New Colossus, gravat a l'Estàtua de la Llibertat (n. 1849).[20]
- 1892, Almeria, Espanya: Antonio de Torres Jurado, lutier espanyol.
- 1964, Palència: Margarita Ferreras, escriptora i poeta de la Generació del 27 (n. 1900).[21]
- 1967, Rio de Janeiro, Brasil: João Guimarães Rosa, escriptor brasiler (n. 1908)
- 1985, Buenos Aires, Argentina: Carmen Soler, mestra, poeta i activista política comunista paraguaiana.
- 1999, París: Yvette Cauchois, física francesa, pionera en la recerca europea del sincrotró.[22]
- 2004, Londres, Anglaterra: John Robert Vane, químic i farmacòleg anglès, Premi Nobel de Medicina o Fisiologia de l'any 1982
- 2007, Budapest, Hongria: Magda Szabó, escriptora hongaresa, una de les millors novel·listes en llengua hongaresa (n. 1917).[23]
- 2013, Cambridge, Anglaterra: Frederick Sanger, bioquímic anglès.
- 2014, Nova York, EUA: Mike Nichols, director de televisió, cinema i teatre, escriptor i productor estatunidenc
- 2017, Bakersfield, Califòrnia (EUA): Charles Manson, assassí en sèrie

## Festes i commemoracions
- Diada nacional de Mònaco
- Santoral: Abdies, profeta; sant Barlaam d'Antioquia, màrtir; servent de Déu Joan Font i Maduixer, jesuïta màrtir. A l'Església d'Anglaterra: santa Matilde de Hefta; santa Matilde de Hackeborn, mística alemanya.
- Dia Internacional de l'Home
- Dia Mundial del Vàter, per a conscienciar sobre la importància de l'accés als serveis bàsics de sanejament per a la prevenció de malalties.
- Argentina: Dia nacional per a la prevenció de l'abús contra els nens, nenes i adolescents.